# BTR-40
BTR-40 (ros. Бронетранспортер БТР-40) – radziecki kołowy transporter opancerzony o napędzie 4 x 4, opracowany i produkowany w Fabryce Samochodów im. W. Mołotowa (GAZ) w Gorki.

## Historia
W 1947 roku w biurze projektowym zakładów GAZ pod kierunkiem W.A. Dedkowa rozpoczęto prace nad kołowym, dwuosiowym transporterem opancerzonym, o napędzie na wszystkie koła, który miał być następcą, wycofanego już z produkcji, samochodu pancernego BA-64B. Projekt transportera otrzymał oznaczenie BTR-40.
Głównym konstruktorem transportera był inż. W. K. Rubcow a współpracowali z nim inż. L. W. Kostikin i inż. P. I. Muziukin. Konstrukcja została oparta na terenowym samochodzie ciężarowym GAZ-63, który produkowany był od 1946 roku.
Konstruktorzy w transporterze BTR-40 zastosowali samonośne nadwozie, co było nowością w produkowanych w ZSRR pojazdach. Podwozie zastosowane w transporterze zostało skrócone w porównaniu do podwozia samochodu GAZ-63. Do jego napędu zastosowano także mocniejszy silnik. Układ przeniesienia napędu i sztywne mosty napędowe były identyczne jak w samochodzie GAZ-63. Zastosowano natomiast dodatkowo amortyzatory hydrauliczne do zawieszenia kół. Transporter wyposażony był w radiostację 10RT-12 o zasięgu 20-25 km.
Transporter BTR-40 był przystosowany do przewozu 2 członków załogi oraz 8 żołnierzy desantu.
Seryjna produkcję transportera BTR-40 rozpoczęto w 1948 roku. Produkowany był w wielu wersjach. Produkcję zakończono w 1960 roku, przy czym wersja przystosowana do poruszania się po torach kolejowych BTR-40ŻD była produkowana do 1969 roku.

## Wersje produkcyjne
- Podstawowa wersja BTR-40. Był budowany w dwóch wariantach:
  - uzbrojonej – z uzbrojeniem składającym się z 2 sprzężonych wielkokalibrowych karabinów maszynowych kal. 14,5 mm ustawionych na obrotowej podstawie i osłoniętych z przodu i z boku płytami pancernymi
  - bez uzbrojenia stałego (ta wersja stanowiła podstawę produkcji seryjnej)
- BTR-40A – zmienione ukształtowanie pancerza, uzbrojona w dwa sprzężone karabiny maszynowe kal. 14,5 mm. Opracowana w 1950 roku.
- BTR-40W – zastosowano w nim koła o regulowanym ciśnieniu w oponach. Opracowana w 1956 roku
- BTR-40B – wersja całkowicie opancerzona, także szczelnym pancerzem od góry. Transporter posiadał urządzenie filtrująco-wentylujące oraz inne wyposażenie umożliwiające wykorzystanie go w strefie skażonej działaniem broni nuklearnej, chemicznej lub biologicznej (broń ABC). W tej wersji zastosowano także podstawę do zamontowania karabinu maszynowego o kal. 12,7 mm lub 14,5 mm, choć w standardowej wersji nie był on uzbrojony, a do walki służyło tylko uzbrojenie żołnierzy desantu. Transporter w tej wersji był przeznaczony do działań zwiadowczych. Opracowana w 1957 roku
- BTR-40ŻD – wersja przystosowana do jazdy po torach kolejowych. Do jazdy po szynach służyły dodatkowe małe koła montowane z przodu i z tyłu na specjalnych wspornikach. Opracowana w 1959 roku.
- Typ 55 – transporter BTR-40 produkowany na licencji w Chinach.

## Służba
Transporter opancerzony BTR-40 od momentu wejścia do produkcji seryjnej w 1948 roku był wprowadzany do służby w Armii Radzieckiej. Pod koniec 1949 roku zaczęły go także otrzymywać inne armie państw bloku wschodniego, w tym także Polska, gdzie był podstawowym typem transportera opancerzonego. Użytkowany był w tych armiach do początków lat siedemdziesiątych. Według niepewnych źródeł Polska posiadała 60 transporterów BTR-40.
Pod koniec lat pięćdziesiątych i na początku sześćdziesiątych transporter ten sprzedawany był również do państw arabskich i afrykańskich.
Z uzbrojenia Armii Rosyjskiej, transportery zostały wycofane w roku 1993.
Według danych z 2010, pojazdy typu BTR-40 pozostawały w uzbrojeniu (choćby formalnym) następujących państw:
- Afganistan
- Burundi – 20 szt.
- Wietnam
- Gwinea – 16 szt.
- Gwinea Bissau – 35 szt.
- Izrael – 6 szt.
- Indonezja – 80 szt.
- Jemen – 60 szt
- KRL-D
- Kuba
- Laos
- Mali – 30 szt.
- Syria
- Tanzania

## W muzeach
- Muzeum Oręża Polskiego w Kołobrzegu
- Muzeum im. Orła Białego w Skarżysku-Kamiennej
- Muzeum Wojska Polskiego w Warszawie - Muzeum Polskiej Techniki Wojskowej, Fort Czerniaków
- Muzeum Historii i Uzbrojenia w Opolu – pojazd w ciągłej eksploatacji